# Hwadae-gun
Hwadae-gun (koreanska: 화대군) är en kommun i Nordkorea.   Den ligger i provinsen Hambuk, i den östra delen av landet, 400 km nordost om huvudstaden Pyongyang.